# 云南盒子草
云南盒子草（学名：Actinostemma tenerum var. yunnanensis）为葫芦科合子草属下的一个变种。

## 扩展阅读
- 維基物種上的相關：云南盒子草